# Platycelyphium
Platycelyphium es un género de plantas con flores con dos especies, perteneciente a la familia Fabaceae.

## Especies
- Platycelyphium cyananthum
- Platycelyphium voensis